# Jörlanda
Jörlanda – miejscowość (tätort) w Szwecji, w regionie administracyjnym (län) Västra Götaland, w gminie Stenungsund.
Według danych Szwedzkiego Urzędu Statystycznego liczba ludności wyniosła: 1465 (31 grudnia 2015), 1507 (31 grudnia 2018) i 1535 (31 grudnia 2019).